# پانسفلد
پانسفلد (به آلمانی: Pansfelde) یک منطقهٔ مسکونی در آلمان است که در فالکن‌اشتاین، زاکسن-آنهالت واقع شده‌است. پانسفلد ۲۷۵ متر بالاتر از سطح دریا واقع شده‌است.